# Bárány Dezső
Bárány Dezső (Pest, 1871. május 17. – Budapest, 1942. február 26.) aranykoszorús hegedűkészítő mester.

## Életpályája
Bárány Lajos és Házy Julianna fia. Tanulmányait 1887-ben kezdte Bécsben, majd néhány év elteltével Reményi Mihály hangszergyárába került. 1907-től saját műhelyében kopírozta a régi mesterhegedűket (Stradivarius, Guarneri, Guadagnini, Zanoli), az egyedülálló lakktalálmánya segítségével. Hangszerei java része Amerikába került. Fred Chamier amerikai műgyűjtő is felfigyelt találmányára és Budapesten műhelyt rendezett be számára. Olyan világhírű hegedűművészek hangszereit tartotta karban, mint Hubay Jenő, Plotényi Nándor, Vecsey Ferenc. 1928-ban Magyarország Aranykoszorús Mesterévé választották.
Az Est című újság 1928. szeptember 21-ei számában a következőket nyilatkozta:

„Az egyetlen vagyok Európában, aki régi híres hegedűket kopírozok le. Ezt is Hubay Jenő Stradivarius-áról kopíroztam le és készítettem el 150 éves jávorfából. Ez a másik itt a Vecsey Ferenc hegedűje után készült. Az Én kezemből csak ilyen hegedűk kerülnek ki.”

1942. február 19-én hirtelen bekövetkezett haláláig építette kiváló koncerthegedűit.
Házastársa Maly Guidó és Urban Anna lánya, Eugénia Mária volt, akivel 1897. július 31-én kötött házasságot Budapesten, az Erzsébetvárosban.